# Hostín
Hostín (en allemand : Hostin) est une commune du district de Mělník, dans la région de Bohême-Centrale, en République tchèque. Sa population s'élevait à 319 habitants en 2020.

## Géographie
Hostín se trouve à 8 km à l'est-sud-est du centre de Mělník et à 32 km au nord-nord-est de Prague.
La commune est limitée par Střemy et Řepín au nord, par Mělnické Vtelno à l'est, par Byšice au sud-est, par Liblice au sud-ouest, et par Malý Újezd et Velký Borek à l'ouest.

## Histoire
La première mention écrite de la localité date de 1345.